# Biserica „Sfinții Arhangheli Mihail și Gavriil” din Căinari
Biserica „Sf. Arhangheli Mihail și Gavriil” este o biserică amplasată în Căinari, raionul Căușeni, Republica Moldova. Este un monument arhitectural de importanță națională inclus în Registrul monumentelor Republicii Moldova ocrotite de stat cu nr. 82 (raionul Căinari). Datează de la sf. sec. XIX.